# Maomé Cudaiar Cã
Maomé Cudaiar Cã ou Sayid Muhammad Khudayar Khan (em usbeque: Xudoyorxon; Talas, 1829 — Herate, 1886) foi cã do Canato de Cocande em quatro ocasiões entre 1845 e 1875. Era filho de Xir Ali Cã, que reinou entre 1842 e 1845.
O seu reinado foi marcado por guerras civis e por intervenções do Emirado de Bucara, à semelhança do que se passou nos anos anteriores à sua ascensão ao trono. No período final, a conquista russa da Ásia Central forçou o canato a tornar-se vassalo do Império Russo. Em 1875 estalou uma rebelião, durante a qual Cudaiar tomou o partido pró-russo, o que o levaria a ter que se refugiar em Oremburgo, na Rússia. Na sequência da supressão da rebelião, o canato foi abolido. Cudaiar acabaria por morrer no exílio.
Um dos principais monumentos e atrações turísticas da cidade de Cocande é o palácio construído por Cudaiar Cã entre 1871 e 1873, que ele só desfrutou durante dois anos.

## Contexto da ascensão ao trono
O pai de Cudaiar, Xir Ali Cã, tinha ascendido ao trono do canato em 1842, na sequência duma invasão de Cocande pelo emir de Bucara Nasrulá ibne Haidar Tora. Os invasores foram derrotados com o apoio dos quipechaques, que durante o reinado de Xir Ali Cã reforçaram ainda mais o poder que já detinham antes, o que por sua vez fez aumentar ainda mais a rivalidade entre sartes e quipechaques. A certa altura essa rivalidade tornou-se uma verdadeira guerra civil, protagonizada por Xadi, um dos favoritos de Xir Ali, pelo lado dos sartes, e por Mussulmã Cul (ou Mingbashi Musulmonqul) pelo lado dos quipechaques. Durante esse conflito, no qual os sartes foram derrotados, Xir Ali chegou a ser deposto, mas devido a ser complicado arranjar alguém de linhagem real para ficar no trono, Mussulmã Cul colocou Xir Ali novamente no trono mas ficou com o poder de facto.
Em 1845, quando Mussulmã Cul foi para Osh com a maior parte do exército do canato para suprimir uma revolta, Cocande foi tomada por Murade Begue, com o apoio de líderes sartes e do emir de Bucara. Murade Begue era filho de Alim Cã e primo de Xir Ali e tinha sido um dos mais fortes candidatos à substituição de Madali Cã, o antecessor de Xir Ali à frente do canato. Murade Begue autoproclamou-se cã e vassalo (vice-rei) do emir de Bucara e mandou executar Xir Ali.
Maomé Cudaiar, então com 16 anos, estava em Namangã quando Murade tomou o poder, pelo que não foi morto. Há várias versões para a ascensão ao trono de Cudaiar. Segundo uma delas, ele foi proclamado cã pelos quipechaques, que se reuniram na margem direita do Sir Dária quando Murade ainda reinava em Cocande. Nessa assembleia também foi decidido que Mussulmã Cul ficaria como regente enquanto Cudaiar fosse menor. Outras fontes não mencionam essa assembleia e relatam que, ao regressar de Osh, Mussulmã Cul passou por Namangã, casou a sua filha de doze anos com Cudaiar e seguiu com este para tomar Cocande, onde Murade enfrentava oposição devido à população odiar o emir de Bucara. Segundo alguns relatos, foi a população que abriu as portas da cidade a Mussulmã Cul e Cudaiar, apanhando Murade de surpresa no palácio. Murade matou vários quipechaques com um sabre e conseguiu esconder-se até à noite, mas foi denunciado pelo dono da carroça onde se tinha escondido, tendo sido morto à facada. Outras fontes referem que Murade fugiu para Xacrisabez (no Emirado de Bucara)
Segundo outras fontes, Maomé Cudaiar só foi proclamado cã depois da tomada de Cocande por Mussulmã Cul. Para assegurar o seu poder, antes da proclamação de Cudaiar, Mussulmã Cul manipulou as aspirações de vários potenciais pretendentes ao trono do canato. Um destes foi o líder nómada Sarymsak, que foi convidado para se deslocar de Tasquente para Cocande para ser coroado cã, mas foi morto por ordem de Mussulmã Cul.

## Primeiro reinado
Nos primeiros anos do seu reinado, Cudaiar Cã foi praticamente um prisioneiro no palácio real, a quem não era dado dinheiro e que estava proibido de dar ordens. O orientalista e diplomata russo Nikolai Petrovsky (1837–1908), autor dum livro sobre Maomé Cudaiar, comparou a relação entre Mussulmã Cul e o jovem cã com a do todo poderoso ministro russo Alexandre Menchikov com o czar Pedro II da Rússia. Ainda segundo Petrovsky, apesar de autoritário e duro, o governo de Mussulmã Cul não foi mau para o povo nem para o canato. Mussulmã Cul sempre atuou em nome do cã ou de alguém do círculo mais próximo do cã.
No mesmo período, os quipechaques ganharam ainda mais influência e poder, fomentando ainda mais o desagrado do resto da população. Para consolidar o seu poder supremo sobre o canato com êxitos militares, Mussulmã Cul envolveu-se em várias guerras, nas quais não teve sucesso, o que irritou ainda mais a população. Em 1853, após uma pesada derrota militar perto de Tasquente, Mussulmã Cul viu-se forçado a fugir para as montanhas Chatkal. Cudaiar tornou-se então o governante de facto e empenhou-se em por fim ao domínio e intrigas dos quipechaques. Estes organizaram-se para depô-lo e durante uma sessão de saudações do jovem cã, este foi cercado por quipechaques que e ameaçaram-no de morte por se considerarem injustiçados. Cudaiar foi salvo por um destacamento de Tasquente, que invadiu o palácio e derrotou os quipechaques. Seguiu-se uma onda de violência contra os quipechaques, que resultou em muitos mortos.
Apesar do revés, os quipechaques não desistiram e reuniram um exército e chamaram Mussulmã Cul para o liderar. Cudaiar marchou contra esse exército, que derrotou. Mussulmã Cul foi capturado e levado para Cocande, onde foi executado. Seguidamente, o cã enviou destacamentos para todo o vale de Fergana com a missão de destruir completamente os quipechaques, que ele apelidava de "tribo do diabo". As chacinas foram de tal forma sanguinárias que assustaram até a população sarte. Durante os massacres terão sido mortos cerca de 20 000 quipechaques.
Segundo outras fontes, Mussulmã Cul tinha sido afastado do poder por Cudaiar em 1852 e no ano seguinte encontrou-se secretamente com um oficial russo, após a tomada pelos russos da fortaleza de Ak-Mechet pertencente ao Canato de Cocande. Isso levou Cudaiar a suspeitar duma conspiração e a ordenar o massacre dos quipechaques.
Devido às suas políticas opressivas e sem consideração pelas necessidades da população, na linha dos seus antecessores, Cudaiar tornou-se rapidamente impopular. A parte norte do canato foi colocada sob um governo especial, à frente do qual foi posto Mirza Amade, a quem foi atribuído o título de beglar-begi de Tasquente. Durante o governo de Mirza Amade foram realizadas obras importantes de irrigação desde Turquestão até ao vale do Chu. No entanto, foi um governante de tal forma impopular que em 1858 estalou uma revolta contra ele. Sem notícias de Mirza Amade, o cã presumiu que ele estaria em perigo e enviou o seu irmão Malia Begue (Muhammad Mallya Beg Khan) para Tasquente para esmagar a revolta, aceitando o pedido deste para tomar o controlo de todas as tropas nas províncias setentrionais do canato. Porém, em vez de seguir as ordens do irmão, vendo na situação uma oportunidade para ele tomar o poder no canato, Malia Cã perdoou os insurretos e diminuiu os impostos. Com o apoio de Tasquente e de toda a parte norte do canato, Malia reuniu um exército e marchou contra Cudaiar. O exército de Malia derrotou Cudaiar em Samanchi e o cã fugiu para Bucara. Seguidamente Malia tomou Cocande e proclamou-se cã.

## Segundo reinado
Em 25 de fevereiro ou março de 1862, Malia Cã foi assassinado por conspiradores, que colocaram no trono Xá Murade (Shakmurad), um sobrinho de Malia com 17 anos. Uma das primeiras medidas tomadas por Xá Murade foi mandar matar todos os que tinham sido próximos do seu tio, o que levou Kanaat, o governador de Tasquente, a temer pela sua vida. Kanaat reforçou as defesas de Tasquente e depois convidou Cudaiar a juntar-se a ele, prometendo que o recolocava no trono. Cudaiar chegou a Tasquente em março de 1863. Ao saber disso, Xá Murade reuniu um exército de 14 000 homens e cercou Tasquente. Porém, os apoiantes de Cudaiar conseguiram capturar Xá Murade. Entretanto, o emir de Bucara, Mozafaradim Badur Cã marchou para Cocande e o que as tropas que restavam de Xá Murade retiraram para as montanhas Alatau. Cudaiar reclamou então o trono de Cocande.

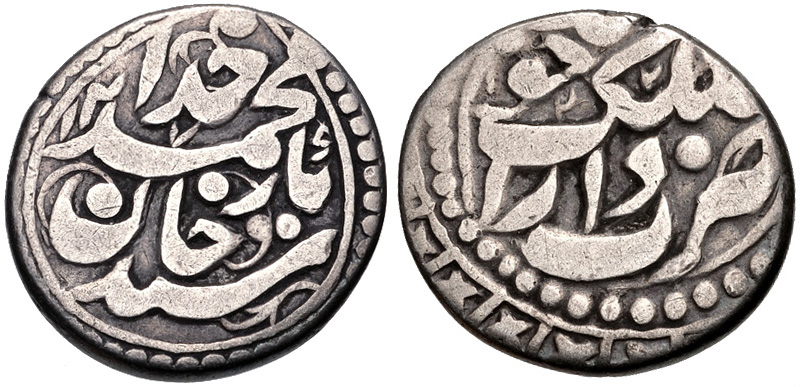
' de prata de Maomé Cudaiar Cã cunhada em Cocande em 1862–1863

A posse do trono por Cudaiar não foi reconhecida por uma parte considerável da elite do canato, que se dividiu, apoiando diversos pretendentes, nomeadamente Sadybek, Hodjibek e Shkhrukh. Estes eram todos descendentes de antigos cãs e tinham aproximadamente 20 anos de idade. No entanto, aparentemente o oponente mais poderoso de Cudaiar era Alincul, filho de Mussulmã Cul, que se tinha destacado durante o reinado de Malia Cã. Alincul decidiu eliminar os jovens pretendentes de linhagem real e para tal convidou-os para irem ter com ele a Osh prometendo a cada um deles nomeá-los como cã, mas deu ordens para que fossem mortos.
Depois disso, a 9 de julho de 1863, Alincul nomeou cã o filho de Malia, Sultão Murade (Sha Murad) e seguidamente atacou as tropas de Cudaiar. Entretanto, na mesma altura, o emir de Bucara teve que voltar à sua capital devido a ter rebentado uma rebelião em Xacrisabez. Ao saberem disto, os quipechaques e algumas tribos quirguizes juntaram as suas tropas e cercaram simultaneamente Cocande e Tasquente. Segundo o relato dum general russo estacionado em Oremburgo, o emir reconciliou-se com os quipechaques, concordou em destronar Cudaiar e em reconhecer o filho de Malia como cã. Dado que este era um jovem com 13 ou 14 anos, Alincul assumiria o cargo de regente e ficaria com poder para nomear todos os oficiais.
Alincul consolidou o controlo do canato pelos quipechaques. Para o conseguir concentrou em volta de Cocande as tribos quirguizes que o tinham apoiado. Além disso, reforçou o poderio militar do governo recrutando mais tropas, comprando armas e reforçando as defesas de Cocande. No governo de Tasquente e outras cidades distantes colocou pessoas influentes da sua confiança.
O reinado de facto de Alincul durou pouco tempo. Desde a década de 1850 que as relações entre o Canato de Cocande e a Império Russo foram tensas, devido sobretudo à expansão do canato a nordeste do Sir Dária. Desde a década de 1820 que muitos nómadas quirquiz-caizaques (cazaques) nessa região tinham tomado a cidadania russa e não viam com bons olhos a interferência de Cocande nos seus assuntos. As relações com os russos deterioram-se ainda mais durante o reinado de Sultão Murade e os russos tomaram Turquestão e Chimkent em 1864 e Tasquente no ano seguinte. Alincul morreu num dos combates, após o que os quipechaques e quirguizes declararam cã Hudaicul Bei (também conhecido como Belbachi Cã e Bil Bachi Cã). Este reinou apenas duas semanas, após o que juntou os seus pertences e fugiu para Casgar.

## Terceiro reinado
Cudaiar tomou Cocande sem qualquer resistência, pouco depois da fuga de Hudaicul, mas viu-se forçado a reconhecer a suserania de Bucara, que tinha invadido Fergana. No entanto, a conquista russa da faixa de território entre o Canato de Cocande e o Emirado de Bucara em 1966 dissipou a ameaça militar de Bucara sobre Cocande. Em 1868 Cudaiar reconheceu formalmente a soberania do Império Russo sobre o seu canato.

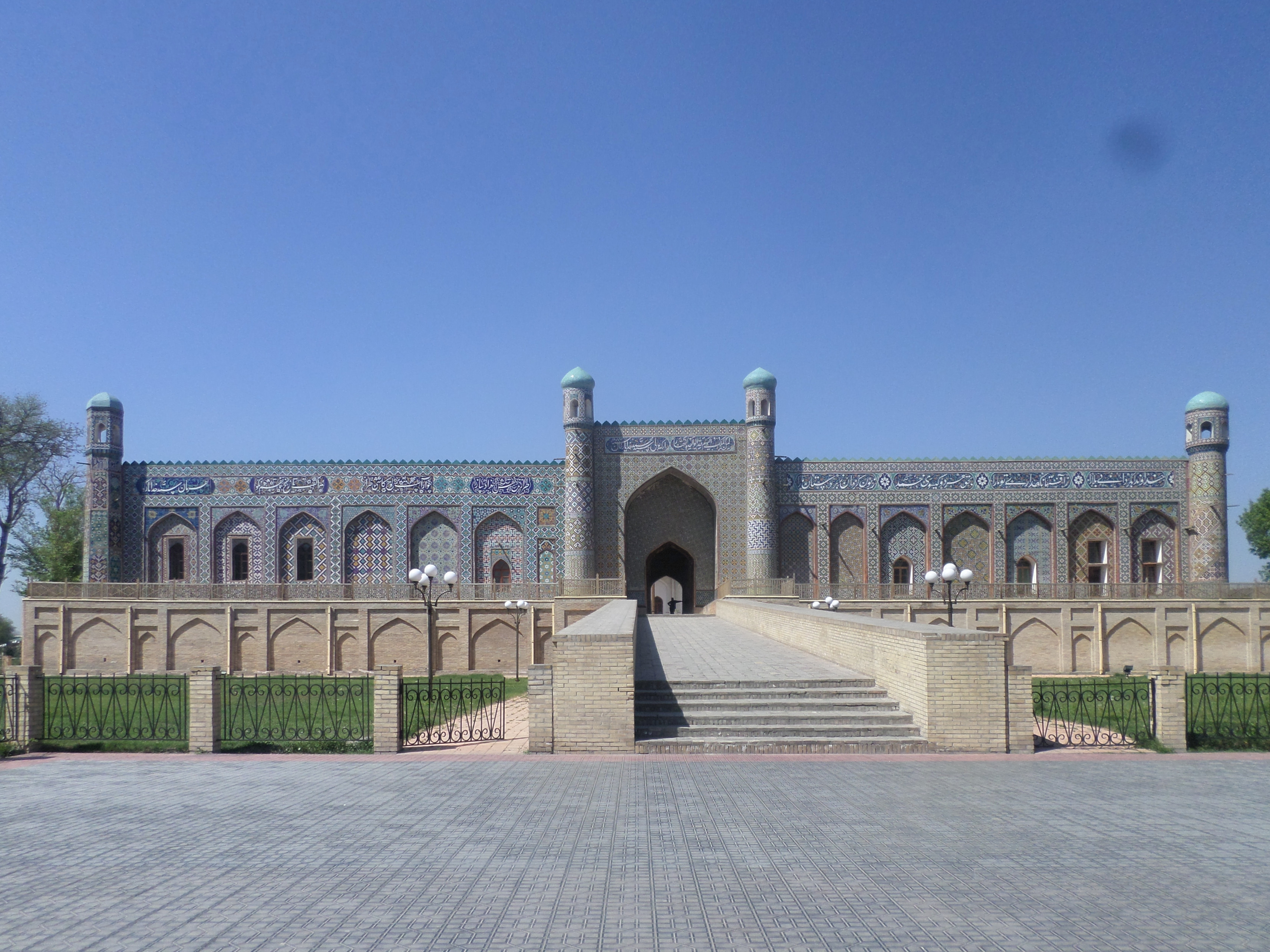
, em Cocande, construído entre 1871 e 1873

O terceiro reinado de Cudaiar foi ainda mais duro do que o dos seus predecessores, que foi descrito como «um roubo de dez anos contra seu próprio povo, repleto de todos os tipos de pilhagens e assassinatos». Em 1870, um grupo de opositores de Cudaiar convidou Saíde Cã, filho de Malia Cã, que estava em Bucara, para ir a Cocande. Quando o cã soube disso ordenou que Saíde fosse capturado e morto. O emir de Bucara, tentando evitar que o seu vizinho ficasse convencido que ele tinha organizado um golpe contra ele, disse que Saíde tinha saído de Bucara sem o seu conhecimento e como prova das suas boas intenções enviou a Cudaiar uma lista dos apoiantes de Saíde e a carta com o convite que tinha sido enviada de Cocande para Bucara. De posse desta lista, o cã eliminou os conspiradores da forma que lhe era usual. Entre 1866 e 1871 Cudaiar Cã executou secretamente cerca de 3 000 pessoas.
A cobrança de impostos atingiu níveis inimagináveis. Havia impostos sobre plantio de árvores, sobre carvão, sobre tudo quanto fosse usado como combustível, quer fosse lenha, ervas, canas, arbustos, etc., sobre o feno levado para a capital, sobre metais, animais de carga, etc. Em 1873 foi introduzido um imposto sobre árvores de frutos silvestres nas montanhas, que os habitantes de Osh se recusaram a pagar, espancando os cobradores de impostos enviados pelo cã. Este enviou tropas para esmagar a rebelião, que foram derrotadas pelos insurretos depois dum combate sanguinário.
A oposição ao cã tentou então mais uma vez aproveitar o descontentamento da população para tomar o poder e convidaram Pulate Beque, um parente distante do cã que vivia em Samarcanda, mas ele recusou-se a cooperar. Seguidamente escolheram como líder Ixaque Haçane Ogli, mantendo Pulate como pretendente formal ao trono. O golpe, que ficou conhecido como "Revolução de Pulate Beque", fracassou.
Outro aspeto que causava descontentamento foi o reconhecimento da suserania do Império Russo, ao qual foi paga uma indemnização, o que provocou outra rebelião em 1875. Esta foi liderada por Abderramão Avtobachi (Aftabah-chi), que cresceu e se transformou num movimento pela libertação do domínio russo. Os revoltosos conseguiram o apoio de quase todo o exército do canato e até dos irmãos do cã, levando a que Cudaiar fugisse para Tasquente com um enorme tesouro no valor de um milhão de libras esterlinas. Em Tasquente foi muito bem recebido pelos russos e seguidamente foi para Oremburgo. Posteriormente mudou-se para perto de Herate, onde viria a morrer de doença.